# 5710 (année hébraïque)
5710 (hébreu : ה'תש"י , abbr. : תש"י) est une année hébraïque qui a commencé à la veille au soir du 24 septembre 1949 et s'est finie le 11 septembre 1950. Cette année a compté 353 jours. Ce fut une année simple dans le cycle métonique, avec un seul mois de Adar. Ce fut la cinquième année depuis la dernière année de chemitta.
En l'an 5710, l'État d'Israël a fêté ses 2 ans d'indépendance.

## Calendrier
Ce calendrier hébraïque de l'année 5710 donne les correspondances avec les dates du calendrier grégorien.
Le premier nombre dans chaque case correspond au jour du mois hébraïque. Les jours en couleurs sont des jours remarquables juifs ou israéliens.
| ◄◄ | 5710 | ►► |

## Événements
- Le roi Abdallah Ier de Jordanie annonce l’annexion de la Cisjordanie, c’est-à-dire les districts arabes situés à l’Ouest du Jourdain et de la vieille ville de Jérusalem.
- Les États-Unis, la France et la Grande-Bretagne signent une convention tripartite dans laquelle ils s’engagent à garantir les limites territoriales issues de la guerre israélo-arabe.

## Naissances
- Benyamin Netanyahou
- Shlomo Artzi
- David Tal (homme politique)
- Arié Eldad
- Moshe Ya'alon

## Décès
- Moshe Hacohen
- Yossef Yitzchok Schneersohn
- Léon Blum
- Kurt Weill

5705 - 5706 - 5707 - 5708 - 5709 - 5710 - 5711 - 5712 - 5713 - 5714 - 5715